# سيباستيان فينستروالدر
سيباستيان فينستروالدر (4 أكتوبر 1862 - 4 ديسمبر 1951) عالم رياضيات وعالم جليد ألماني. معروف بأنه أب القياس التصويري للأنهار الجليدية؛ كان رائدًا في استخدام التصوير الفوتوغرافي المتكرر كأداة مسح زمنية لقياس جيولوجيا وهيكل جبال الألب وتدفقاتها الجليدية. لا تزال تقنيات القياس التي طورها والبيانات التي أنتجها قيد الاستخدام لاكتشاف أدلة على تغير المناخ.

## حياة
ولد سيباستيان فينسترفالدر في 4 أكتوبر 1862 في روزنهايم، ابن يوهان نيبوموك فينسترفالدر، خباز رئيسي من أنتدورف بالقرب من ويلهايم، بافاريا العليا، وآنا عمان من روزنهايم. توفي في 4 ديسمبر 1951 في ميونيخ كان عالم رياضيات ومساح بافاري. في عام 1892 تزوج من فرانشيسكا ماليبيل (توفي عام 1953) من بريكسن، جنوب تيرول. عمل ابناهما في مجالات مماثلة. ريتشارد فينستروالدر (1899-1963)، أستاذ في الجامعة التقنية في هانوفر وميونيخ، وأولريش فينستروالدر (1897-1988)، مهندس مدني.
أصبح فينستروالدر، أحد متسلقي الجبال المتحمسين، مهتمًا، من خلال تأثير صديقه إي ريختر، في حفريات جبال الألب كمؤشرات لجيولوجيا وهيكل جبال الألب وأنهارها الجليدية. قادته رغبته في إجراء قياسات دقيقة للحركة على الأنهار الجليدية، ولكن أيضًا أقل تكلفة، إلى تطبيقات علم الجليد في القياس التصويري في الجيوديسيا.
في عام 1886، عندما كان يبلغ من العمر 24 عامًا، حصل على الدكتوراه من جامعة توبنغن، بتوجيه من مقياس الهندسة الجبرية ألكسندر فون بريل. لاحظ فينستروالدر أن تحليل رودولف شتورم لـ «مشكلة التماثل» (1869) يمكن استخدامه لحل مشكلة إعادة البناء ثلاثي الأبعاد باستخدام التطابقات النقطية في صورتين؛ وهو الأساس الرياضي للمسح التصويري.
كان فينستروالدر رائدًا في المسوحات الجيوديسية في الجبال العالية. في عمر 27 عامًا، أجرى أول مشروع لرسم خرائط للأنهار الجليدية في فيرناجتفيرنر في جبال الألب أوتزال، النمسا.

## بحوث وتطبيقات القياس التصويري
بعد أعمال عام 1878 للمهندس الإيطالي بيو باجانيني وآخرين، طورت فينستروالدر طرقًا لإعادة بناء وقياسات الأجسام ثلاثية الأبعاد من الصور الفوتوغرافية.
تم تعيينه أستاذاً في جامعة ميونيخ التقنية عام 1891، خلفاً لمدرسه أ. فوس، في قسم الهندسة التحليلية والتفاضل والتكامل (بقي في الجامعة لمدة أربعين عاماً حتى عام 1931). في العام التالي، تزوج وأكمل التسجيل الأول للنهر الجليدي البافاري في ويتير ستينجبيرج وجبال الألب بيرشتسجادن.
قام بتطبيق تقنية القياس التصويري للطاولة المستوية بالإضافة إلى المسح الجيوديسي التقليدي، بمساعدة من الثيودوليت الضوئي الخفيف الوزن والدقيق الذي طوره لتطبيقات الجبال العالية. اعتمد الجهاز على النموذج الأولي فوتوثيودوليت الذي طوره ألبريشت ميدنباور (1834-1921) للتطبيقات المعمارية. من عام 1890 استخدم فينستروالدر أيضًا التصوير الجوي إعادة تشكيل تضاريس منطقة جارس آم إن في عام 1899 من زوج من صور البالون باستخدام حسابات رياضية للعديد من النقاط في الصورة.
في عام 1897 خاطب شيوخ فينستر الجمعية الألمانية للرياضيات، ووصف بعض نتائج الهندسة الإسقاطية التي كان يطبقها على القياس التصويري. أصبحت نظريته حول شبكات المثلث الكبيرة معروفة باسم «طريقة فينستر للشيوخ هو فيلد» (1915). ومع ذلك، كان نهجه التحليلي شاقًا، مما أدى إلى تطوير الأجهزة التناظرية مع قياس الاستريو الذي يسمح بإعادة بناء بصري / ميكانيكي أسرع لمصفوفات بيانات التصوير لتحديد نقاط الكائن. وقد ساعدت في ذلك التكنولوجيا الجديدة؛ مقارن استريو كارل بولفريتش (1901) وتوقيع متجر إدوارد ريتر فون أوريل (1907)، وكلاهما من الأدوات التي صنعتها شركة كارل زايس.